# Snökamskivling
Snökamskivling (Amanita nivalis) är en svampart som beskrevs av Grev. 1821. Snökamskivling ingår i släktet flugsvampar och familjen Amanitaceae.  Arten är reproducerande i Sverige. Inga underarter finns listade i Catalogue of Life.